# Дорошев, Иван Антонович
Иван Антонович Дорошев — советский хозяйственный, государственный и политический деятель.

## Биография
Родился в 1898 году в Ростове-на-Дону. В 1917 году участник Октябрьской революции, с 1919 года член РКП(б), военнослужащий РККА.
С 1918 года — на хозяйственной, общественной и политической работе: заведующий отделом Донского областного комитета РКП(б), секретарь Темерницкого районного комитета РКП(б) города Ростова-на-Дону. В 1933—1934 директор Аграрного института Красной профессуры при ЦИК СССР. Заведующий Сектором, с июня 1935 по июль 1937 заместитель заведующего Отдела науки, научно-технических изобретений и открытий ЦК ВКП(б).
Учёный секретарь Комиссии по мобилизации ресурсов Урала, Западной Сибири и Казахстана на нужды обороны. За работу «О развитии народного хозяйства Урала в условиях войны» был в составе коллектива удостоен Сталинской премии в области науки 1941 года.
Затем редактор журнала «Большевик». В 1955—1959 ректор Академии общественных наук при ЦК КПСС. В 1960 вышел на пенсию.
Награды:
Сталинская премия в области науки 1941 года
О́рден Октя́брьской Револю́ции в 1967году.
Умер в Москве в 1985 году.